# Il était une fois les Boys
Pour plus de détails, voir Fiche technique et Distribution.
Il était une fois les Boys est une comédie dramatique québécoise écrite et réalisée par Richard Goudreau, sortie en salle le 6 décembre 2013. Il s'agit de l'antépisode de la série de films Les Boys : Les Boys, Les Boys 2, Les Boys 3, Les Boys 4 et de la série télévisée, Les Boys.

## Synopsis
Au cœur des années 1960, sept meilleurs amis du secondaire -- Fernand « Fern », Stan, Marcel, Robert « Bob » Jean-Charles, Benoît « Ben » et le nouveau Roméo « Méo » -- se préparent au tournoi de hockey annuel du temps des fêtes. Leur vie personnelle difficile leur emmène à des défaites consécutives.
Le soir de Noël, toute la famille des garçons célèbre, causant plus de problèmes lorsque le père de Bob apprend que sa femme est infidèle, ce qui cause son départ le lendemain; Stan apprend que sa mère est victime d'abus sexuel et de manipulation par son patron, Racette. Apprenant ceci, Méo réussit à organiser le vol de la nouvelle Mustang à Racette et à la revendre à 200 dollars, leur permettant d'avoir assez d'argent pour avoir des nouveaux chandails de leur équipe, les Boys. Toutefois, Ben se noie peu de temps après. Leur deuil est passé après de l'entraînement avec Jean Béliveau.
En honneur de Ben, les Boys décident de participer au tournoi tout de même. Pendant la partie, tous les gens sont témoins de l'abus de Racette après qu'il attaque Stan pour le vol de la Mustang, le banissant de son emploi. Les Boys gagnent le tournoi, et lancent leur médaille dans l'eau pour commémorer Ben.

## Fiche technique
Source : IMDb et Films du Québec
- Titre original : Il était une fois les Boys
- Réalisation : Richard Goudreau
- Scénario : Richard Goudreau
- Musique : Marc Ouellette
- Direction artistique : Raymond Dupuis
- Costumes : Ginette Magny
- Maquillage : Nicole Lapierre
- Coiffure : Réjean Goderre
- Photographie : Jean-Pierre Trudel
- Son : Normand Lapierre, Michel B. Bordeleau, Louis Gignac, Bernard Gariépy Strobl
- Montage : Gaëtan Huot
- Production : Michel Gauthier, Richard Goudreau, André Rouleau et Lenny Jo Goudreau
- Sociétés de production : Michel Gauthier Productions, Melenny Productions, Caramel Films
- Société de distribution : Les Films Séville, Entertainment One (international)
- Budget : 8,5 millions $ CA
- Pays de production :  Canada
- Tournage : 3 février au 20 mars 2013 à Montréal et à Québec
- Langue originale : français
- Format : couleur
- Genre : comédie dramatique
- Durée : 106 minutes
- Dates de sortie :
  - Canada : 2 décembre 2013 (première au Théâtre Maisonneuve de la Place des Arts de Montréal)[2]
  - Canada : 6 décembre 2013 (sortie en salle au Québec)
  - Canada : 18 mars 2014 (DVD)
- Classification :
  - Québec : Visa général[3]

## Distribution
- Marc Messier : Denis Chicoine
- Samuel Gauthier : Robert Chicoine dit « Bob »
- Rémy Girard : Fred
- Simon Pigeon : Stan Ouellet
- Pierre Lebeau : Jimmy
- Maxime Desjardins-Tremblay : Roméo Levasseur dit « Méo »
- Luc Guérin : Gérard Bilodeau
- Derek Poissant : Marcel Bilodeau
- Yvan Ponton : François Taillefert
- William Legault Lacasse : Jean-Charles Taillefert
- Jassen Charron : Fernand Rivest dit « Fern »
- Maxime Gibeault : Benoît Bouchard dit « Ben »
- Jeff Boudreault : Jean-Guy Racette
- Joëlle Morin : Rachel Chicoine
- Catherine Sénart : Marie Ouellet
- François Léveillé : le curé
- Laurent Paquin : Léo Rivest
- Sonia Vachon : Lison Rivest
- Marie-Claude Michaud : Micheline Taillefert
- Isabelle Delage : Yolande Bilodeau
- Patrick Labbé : le prof Tanguay
- Michel Charette : Raymond
- Roc LaFortune : le sergent St-Pierre
- Geneviève Schmidt : Thérèse, secrétaire du principal
- Trevor Momesso : Steve Madison
- Esther Hardy : la femme de Fred
- Marc Hervieux : le choriste
- Mike Chute : Gladu, chauffeur d'autobus
- Marcel Jeannin : monsieur Madison
- Jack Robitaille : le principal Lemieux
- Claude-Michel Bleau : Jean Béliveau
- David-Alexandre Coiteux : l'arbitre

## Accueil

### Box-office
- Nombre d'entrées au Québec : 165 844[4].